# Andrea Ivan

Andrea Ivan, född 9 januari 1973 i Florens, är en Italiensk fotbollsmålvakt som spelar för amatörlaget Fiesole Caldine.

## Karriär

### Den tidiga karriären
Andrea Ivan inledde karriären i toskaska Poggibonsi i Serie C2. Efter att ha agerat back-up under sin första säsong blev han 1993-1994 ordinarie och vaktade målet samtliga 34 matcher.
Sommaren 1994 köptes han av Serie B-klubben Ascoli, där han återigen blev andremålvakt.
Efter en säsong med Ascoli flyttade Ivan sommaren 1995 till Siena där han vaktade målet i två säsonger och spelade totalt 59 matcher.
Sommaren 1997 signades Ivan av Foggia, men han kom aldrig att spela för klubben. I november samma år flyttade han istället till Salernitana där han stannade tre säsonger. Konkurrensen var dock hård och Ivan spelade bara 15 matcher.

### Livorno
I januari 2000 flyttade Ivan tillbaka till Toskana, den här gången till Livorno i Serie C1. Ivan kom senare att säga att han valde Livorno för fansen, som var både en tolfte, trettonde och fjortonde spelare. Ivan blev snabbt en av lagets populäraste spelare och kallades för ”l'angelo biondo, den blonda ängeln. 
Under Ivans andra år med klubben slutade laget på en tredje plats i Serie C1, men förlorade i kvalet till Serie B mot Como. Säsongen efter, 2001-2002, vann man dock serien och flyttades upp till Serie B. Det blev Ivans sista år med Livorno.

### Fiorentina
Sommaren 2002 flyttade Ivan till sin födelsestad Florens och skrev på för Florentina Viola, den dåvarande inkarnationen av nyligen konkursade ACF Fiorentina,  i Serie C2. Ivan vaktade målet hela säsongen och laget släppte in minst mål i serien. Säsongen efter tilläts Fiorentina hoppa över en serie och spelade istället i Serie B. Ivan blev andremålvakt, men stod inga matcher.

### Pescara och Atalanta
När Fiorentina gick upp i Serie A stannade Ivan kvar i Serie B, nu med Pescara. Han blev förstemålvakt i klubben och stod 25 matcher, men kunde inte hindra Pescara från att sluta sist i serien.
Ivan flyttade då vidare till Atalanta där han var reservmålvakt under tre säsonger, de två sista i Serie A. Efter säsongen 2007-2008 stod Ivan utan kontrakt.

### Amatörlag
I januari 2009 flyttade Ivan till amatörlaget Mapello i Eccellenza, Italiens sjätte serienivå.
2009-2010 prövade Ivan lyckan utomlands och vaktade målet för spanska Ibiza. Efter att Ibiza upplösts flyttade Ivan tillbaka till Italien
2010-2011 spelade Ivan för Castelfranco Stella Rossa i Prima Categoria i Pisa (provins), Italiens åttonde serie nivå.
Sedan 2011 är Ivan målvakt för Fiesole Caldine i Eccelnza.

## Meriter
- Mästare i Serie B: 2

1997/1998 (med Salernitana
2005/2006 (med Atalanta)
- Mästare i Serie C1: 1

2001/2002 (med Livorno)
- Mästare i Serie C2: 1

2002/2003 (med Florentina Viola)